# 谢趣生
谢趣生（1906年—1959年），笔名谢逸、免之、何其非、其非等，男，四川盐亭人，中国漫画家、报刊编辑，曾任中国美术家协会理事。